# Teen Town (Komposition)
Teen Town ist eine Instrumental-Komposition von Jaco Pastorius, die 1977 auf dem Weather-Report-Album Heavy Weather veröffentlicht wurde.
Sie erschien auch 1979 auf dem Live-Album 8:30 mit mehr als doppelter Länge.

## Allgemeines
Der Titel bezieht sich auf einen Jugendclub in Florida, wo Pastorius aufwuchs. Neben Bass spielt Pastorius auch Schlagzeug, das er zuerst eingespielt hatte. 

„"Teen Town" war ein Ort, an den ich oft zum Tanzen ging, als ich 13 war, es war eine Kirche in Pompano Beach, Florida. Früher habe ich mir gewünscht, ich könnte dort Schlagzeug spielen. Nun bin ich ein Bass-Spieler, aber ich kann immer noch Schlagzeug spielen.“

Das Bassmelodie am Anfang wurde von Joe Zawinul parallel auf seinem Oberheim Synthesizer gespielt. Zawinul sagte dazu:  

„Diese Bassmelodie wird von uns beiden gespielt! Es war der achtstimmige Oberheim, der seinen Bass doppelt, und wir spielen so gut zusammen, dass es wie ein Instrument klingt. Der Bass ist ein wunderbares Instrument, aber manchmal braucht man ein wenig mehr Attack. Jaco brachte es ein, und es war sehr schnell erledigt.“